# Уме, Эмека
Чуквуэмека Чуквугози Уме (англ. Chukwuemeka Chukwugozie Umeh; 24 октября 1999, Нигерия) — нигерийский футболист, нападающий клуба «Тренчин».

## Карьера
Эмека является воспитанником клуба «ГБС Академи». В Нигерии выступал за «Кадуна Юнайтед» и «Плато Юнайтед».
Летом 2018 заключил контракт с «Тренчином», за который в чемпионате Словакии Уме дебютировал 5 августа. На 54 минуте встречи Эмека забил свой первый мяч.
12 июля 2018 провёл первую игру в еврокубках, выйдя на замену во втором тайме матча отборочного раунда Лиги Европы 2018/19 с «Будучностью».